# Nova Santa Rosa
Nova Santa Rosa est une municipalité brésilienne située dans l'État du Paraná.